# Buona fortuna (parte prima)
Buona fortuna (parte prima) è il secondo EP del gruppo musicale italiano Modà, pubblicato il 12 novembre 2021 dalla Friends & Partners.

## Tracce
1. Comincia lo show – 3:32
2. Non ti mancherà mai il mare – 3:24
3. Buona vita buona fortuna buona luna – 4:04
4. 22 metri quadrati – 3:33
5. Fottuto inverno – 3:21
6. Scusa se non lo ricordo più – 3:53

## Classifiche
| Classifica (2021) | Posizione massima |
| ----------------- | ----------------- |
| Italia            | 7                 |